# Peter Redder
Peter Redder (* 25. September 1952) ist ein ehemaliger deutscher Fußballspieler. Der Mittelfeldspieler hat beim Wuppertaler SV von 1972 bis 1980 insgesamt 170 Ligaspiele mit 23 Toren in der Fußball-Bundesliga (1972–1975) und 2. Fußball-Bundesliga (1975–1980) absolviert.

## Karriere
Peter Redder wurde von Trainer Horst Buhtz bereits als Amateurspieler des WSV in der Bundesliga zum Einsatz gebracht. Er debütierte beim Bundesligaaufsteiger am 28. Oktober 1972, bei einem 4:1-Heimerfolg gegen Hertha BSC, im Stadion am Zoo in der Bundesliga. In der 83. Minute wurde der WSV-Amateur für Bernhard Hermes eingewechselt. Es folgten noch zwei weitere Einwechslungen gegen den VfB Stuttgart (4:0) und 1. FC Kaiserslautern (1:1). Redder war in dieser Runde Ergänzungsspieler wie auch die Mannschaftskameraden Claus Brune, Theodor Homann, Rudi Neufeld, Klaus Spannenkrebs und Detlef Webers. Der Aufsteiger erreichte den 4. Rang. Im zweiten Bundesligajahr von Wuppertal, 1973/74, wurde Redder lediglich am letzten Spieltag, den 18. Mai 1974, beim Klassenerhalt rettenden 2:2 beim VfB Stuttgart, eingesetzt. In der 54. Minute wurde er für Georg Jung eingewechselt. Mit den WSV-Amateuren – unter anderem mit Jürgen Berghaus, Dirk Fiala und Gerhard Pecl – hatte er in dieser Saison die Meisterschaft in der Bezirksklasse gewonnen und damit den Aufstieg in die Landesliga erreicht. Als der WSV 1974/75 als Schlusslicht in die 2. Liga abstieg, war Redder in 13 Bundesligaspielen im Einsatz gewesen. Der Abstieg konnte auch nicht durch den Trainerwechsel von Buhtz zu János Bédl im Oktober 1974 verhindert werden. Am 34. Rundenspieltag, den 14. Juni 1975, verabschiedete sich Wuppertal mit einem 3:3-Heimremis gegen den 1. FC Kaiserslautern aus der Bundesliga. Mit Georg Jung und Dirk Fiala bildete Redder dabei das Mittelfeld.
Er ging mit dem WSV in die 2. Bundesliga und avancierte dort hinter Lothar Dupke (158 Spiele) mit 153 Einsätzen und 23 Toren zum Rekordspieler in der 2. Liga. Seine beste Runde mit dem WSV erlebte Redder in der Saison 1976/77 unter Trainer Herbert Burdenski. Beim Erreichen des 3. Ranges hinter dem FC St. Pauli und Arminia Bielefeld war er in 36 Ligaspielen aufgelaufen und hatte acht Tore erzielt. An der Seite von weiteren Leistungsträgern wie Mannschaftssenior Günter Pröpper, Bernhard Hermes, Gerhard Pecl, Lothar Dupke und den zwei torgefährlichen Angreifern Rainer Budde (23 Tore) und Willi Götz (16 Tore), behauptete sich Wuppertal in den Spitzenspielen gegen St. Pauli (1:0, 2:2) und Bielefeld (1:1, 1:1) gut, vergab aber in Spielen gegen Mittelfeld- und Abstiegsmannschaften die Chance zum Bundesligaaufstieg. Nach dem Abstieg aus der 2. Bundesliga nach der Saison 1979/80, Redder hatte nochmals in 31 Ligaspielen sechs Tore als Mittelfeldspieler erzielt, endete seine höherklassige Laufbahn.